# گمینا تورک
گمینا تورِک (به لهستانی:  Gmina Turek) یک گمینا در لهستان است که در شهرستان تورک واقع شده‌است. گمینا تورک ۱۰۹٫۴۲ کیلومتر مربع مساحت و ۷٬۶۰۵ نفر جمعیت دارد.